# Faustina (pel·lícula)
Faustina és una pel·lícula espanyola de 1957 escrita i dirigida per José Luis Sáenz de Heredia, autor també de l'opereta Si Fausto fuera Faustina, estrenada per Celia Gámez el 1942. Ambdues s'inspiren en la novel·la de Johann Wolfgang von Goethe Faust.
Amb un repartiment de pes encapçalat per l'estrella mexicana María Félix i Fernando Fernán Gómez, es va presentar en competició al 10è Festival Internacional de Cinema de Canes.

## Argument
Un dimoni és requerit per a fer un pacte amb una anciana de tempestuós passat que desitja tornar a la joventut. Mogón és un condemnat que es va suïcidar per aquella dona que va ser la causa que perdés la seva ànima i estigui en l'infern.

## Repartiment
- María Félix - Faustina
- Fernando Fernán Gómez - Mogon
- Conrado San Martín - Capità Batler
- Fernando Rey - Valentín
- Elisa Montés - Elena
- José Isbert - Cura
- Juan de Landa - Mefistòfeles
- Tony Leblanc - Novio
- Tomás Blanco - Am del cabaret
- Xan das Bolas - Limpio
- Santiago Ontañón - Don Fernando
- Rafael Bardem - Jurat

## Premis
José Luis Sáenz de Heredia va rebre el premi al millor director als Premis del Sindicat Nacional de l'Espectacle de 1957.